# Mario Lega

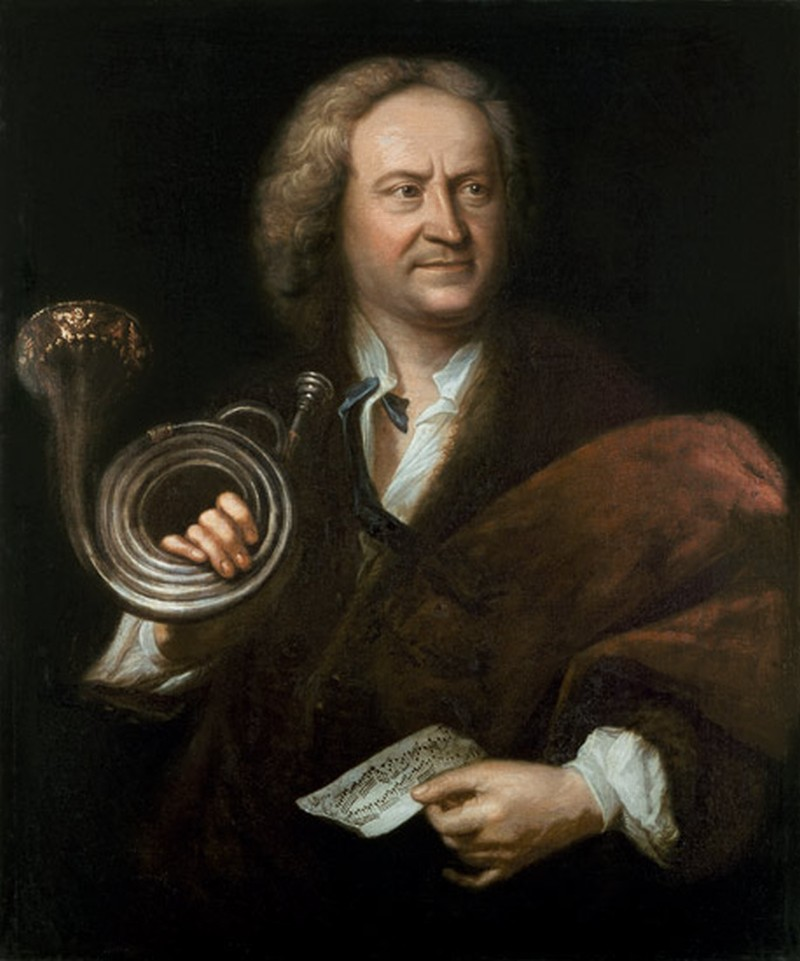
Imagem do ex-motociclista italiano Mario Lega.

Mario Lega (Lugo, 20 de fevereiro de 1949) é um ex-motociclista italiano, campeão do mundo nas 250cc.
Nascido em Lugo, Lega se tornou notório quando terminou como campeão mundial nas 250cc em 1977,  mesmo tendo vencido apenas uma corrida ao longo daquela temporada, a qual, também terminaria sendo sua única vitória em mundiais, mesmo participando de corridas em cinco temporadas, entre 1973 e 1978.
Campeão italiano em corridas de velocidade, tendo batido Giacomo Agostini nas 350cc em 1974 para conquistar seu único título na categoria, Lega chegou a equipe de fábrica da Morbidelli como substituto do lesionado Paolo Pileri, permanecendo por maus um ano após o título mundial, terminando em sétimo no campeonato. A conquista também marcaria o grande momento na história da Morbidelli, que também venceu as 125cc com Pier Paolo Bianchi naquela temporada.